# Poráč
Poráč é um município da Eslováquia, situado no distrito de Spišská Nová Ves, na região de Košice. Tem 18,85 km² de área e sua população em 2018 foi estimada em 974 habitantes.

## Demografia
| Ano:        | 1994 | 2004   | 2014   | 2024   |
| ----------- | ---- | ------ | ------ | ------ |
| Broj ljudi: | 982  | 1038   | 997    | 1011   |
| Razlika:    |      | +5,70% | -3,94% | +1,40% |

| Ano:               | 2023 | 2024   |
| ------------------ | ---- | ------ |
| Número de pessoas: | 1009 | 1011   |
| Diferença:         |      | +0,19% |